# 알베르테 비닝
알베르테 비닝(덴마크어: Alberte Winding, 1963년 8월 23일 ~ )은 알베르테(Alberte)라는 예명으로 알려져 있는 덴마크의 가수이다.
비닝은 음악가 Jan Rørdam과 결혼 후 20년 가까이 함께 지나다가 함께 음악도 만들었으나 2001년 이혼했다.